# Gran Rabinat d'Israel
El Gran Rabinat d'Israel (en hebreu: הרבנות הראשית לישראל) (transliterat: Ha-Rabanut Ha-Rashit Le-Israel) és reconegut per la llei com l'autoritat suprema rabínica i espiritual per al judaisme a Israel. El consell principal del Rabinat assisteix als dos rabins principals, que comparteixen la seva presidència. El Rabinat té autoritat legal i administrativa per tractar temes religiosos per als jueus d'Israel. També respon a les preguntes legals presentades pels organismes públics jueus de la Diàspora. El Consell fixa, guia i supervisa els organismes dins de la seva autoritat.

## Funcions
El Rabinat Principal d'Israel té dos Rabins Principals: un rabí Asquenazita i un rabí Sefardita, també conegut com a Rishon LeZion. Els Rabins en Cap són triats per 10 anys. L'actual Rabí Sefardita és Yitzhak Yosef i el Rabí Asquenazita és diu David Lau, tots dos van iniciar els seu mandat en 2013.
El Rabinat té jurisdicció sobre molts aspectes de la vida jueva a Israel. La seva jurisdicció inclou afers d'estat personal, com matrimonis jueus i divorcis jueus, així com enterraments jueus, conversió al judaisme, lleis sobre la caixrut, i la certificació dels productes kosher, l'estatut dels nous immigrants jueus a Israel (olim jadashim), la supervisió dels llocs sagrats jueus, el treball amb diversos banys rituals (mikvaot) i amb les ieixivot, i supervisar els tribunals rabínics a Israel.
Els tribunals rabínics formen part del sistema judicial d'Israel i són administrats pel Ministeri d'Afers Religiosos. Els tribunals tenen jurisdicció exclusiva sobre el matrimoni i el divorci dels jueus, i tenen competència paral·lela amb els tribunals de districte en matèria d'estatus personal, pensió alimentària, manutenció dels fills, drets de custòdia, i herència. Els veredictes judicials religiosos són implementats i executats, com el sistema de tribunals civils, per la policia, l'oficina i les altres agències de l'estat.
És el Rabinat el qui defineix l'estatus jueu d'una persona i, per tant, la pertinença a la comunitat confessional jueva i l'abast de la seva jurisdicció. El Rabinat aplica una estricta interpretació legal pel que fa a la pertinença a la comunitat jueva.

## Història
El Rabinat va ser establert pel Govern del Mandat Britànic de Palestina en 1921, igual que va admetre el lideratge àrab del Gran Muftí de Jerusalem.
Aquestes institucions van continuar existint després de la creació de l'Estat sionista d'Israel en 1948. Els jueus ultraortodoxos (Haredim) no accepten l'autoritat del Rabinat, i són dirigits pels seus propis rabins, malgrat enviar als seus representants com a competidors i tractar d'influir políticament dins de la institució del Gran Rabinat.
D'acord amb la llei israeliana, els dos càrrecs dels Grans Rabins o Rabins en Cap, existeixen a l'Estat. A Israel, hi ha 4 rabinats municipals; un a la ciutat de Jerusalem, un altre a Tel-Aviv, un altre a Haifa, i finalment un a Beerxeba. A les altres ciutats, els ciutadans poden triar un sol rabí per dirigir el rabinat local. Tanmateix aquest líder religiós no és pas anomenat Rabí en Cap o Gran Rabí. Molts dels Rabins en Cap, abans havien estat rabins de ciutats israelianes.
La prefectura principal del Rabinat es troba a l'edifici Beit Yahav, al carrer "Yirmiyahu", a Jerusalem. L'antiga seu de la institució, era a l'edifici Heichal Shlomo, que serveix des de 1992 principalment com a museu.

## Grans Rabins d'Israel
Aquesta és una llista dels Grans Rabins que han governat el Rabinat des de la creació de l'Estat d'Israel en 1948, moment en què el Gran Rabinat es va renovar. Fins a 1973, els grans rabins d'Israel van ser nomenats en els seus càrrecs per a tota la vida. Des d'aleshores, el seu mandat s'ha limitat a 10 anys.

### Grans Rabins Asquenazites

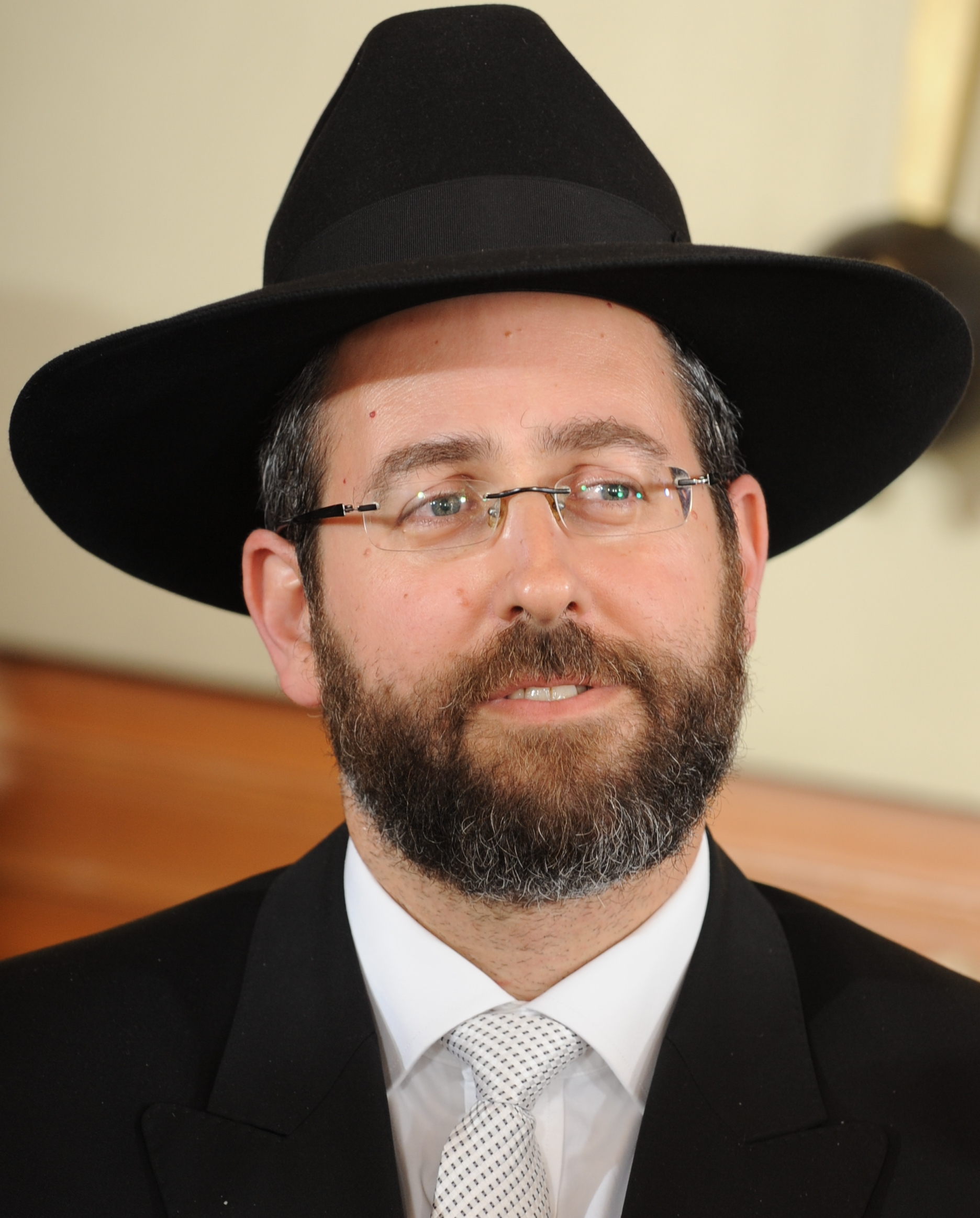
David Lau, Gran Rabí Asquenazita des de l'any 2013.

- Yitzhak HaLevi Herzog (1949–1959)
- Isser Yehuda Unterman (1964–1973)
- Shlomo Goren (1973–1983)
- Avraham Shapira (1983–1993)
- Yisrael Meir Lau (1993–2003)
- Yona Metzger (2003–2013)
- David Lau (2013–present)

### Gran Rabins Sefardites

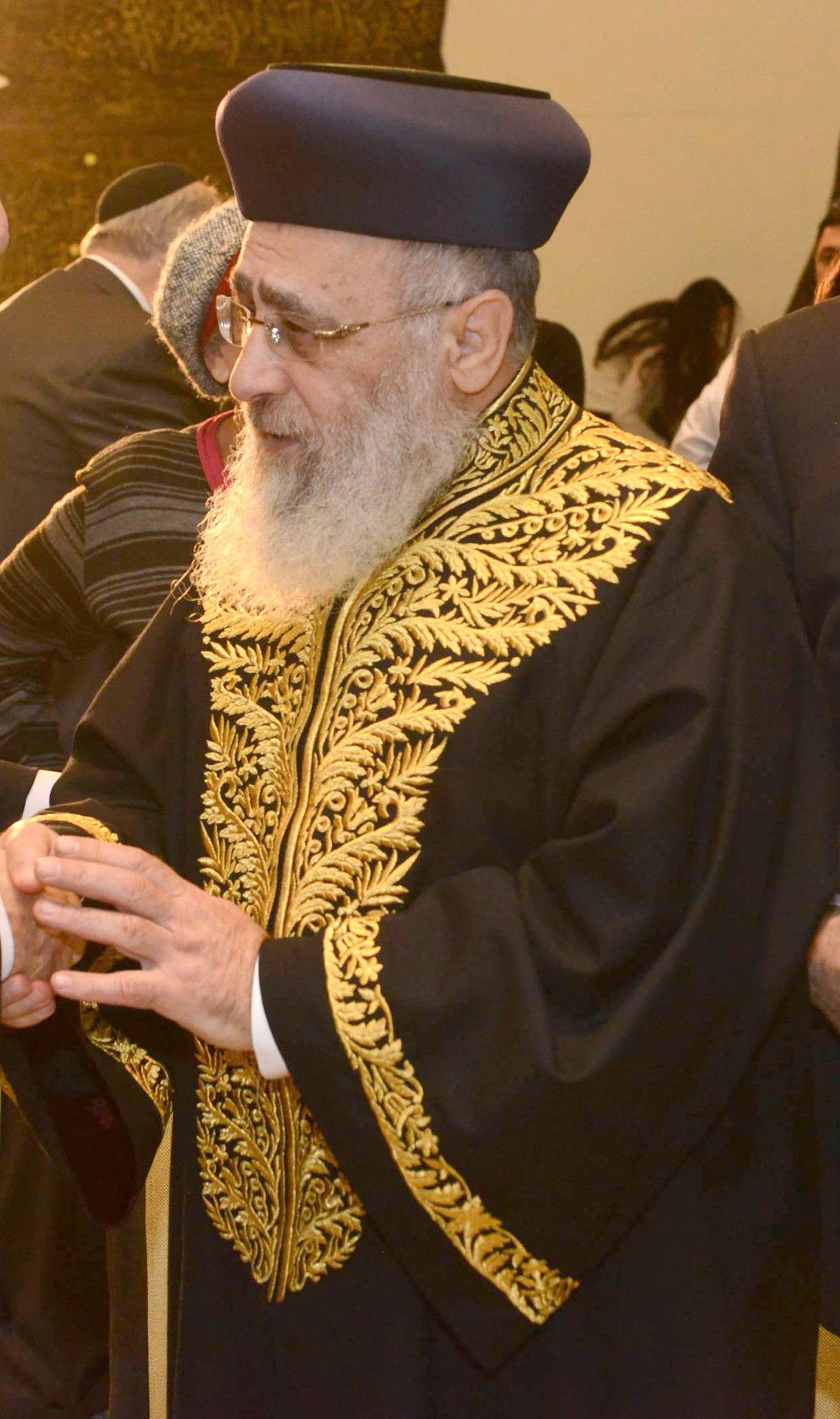
Yitzhak Yosef, Gran Rabí Sefardita des de 2013.

- Benzion Uziel (1948–1954)
- Yitzhak Nissim (1955–1973)
- Ovadia Yosef (1973–1983)
- Mordechai Eliyahu (1983–1993)
- Eliyahu Bakshi-Doron (1993–2003)
- Shlomo Estimar (2003–2013)
- Yitzhak Yosef (2013–present)